# Mezinárodní letiště Carrasco
Mezinárodní letiště Carrasco (španělsky Aeropuerto Internacional de Carrasco, IATA: MVD, ICAO: SUMU) je mezinárodní letiště v uruguayském hlavním městě Montevideo. Je to nejdůležitější letiště státu.

## Historie
Původní terminál letiště, který v současnosti slouží jako terminál pro nákladní dopravu, byl otevřen v roce 1947.
V roce 2003 vláda Uruguaye předala administraci, provoz a údržbu letiště soukromé společnosti Puerta del Sur S.A., která od té doby provedla několik významných investice.
V roce 2007 byla započata výstavba nového terminálu, který je umístěn v blízkosti dráhy 06/24. Terminál byl navržen rodákem z Uruguaye, architektem Rafaelem Vinolym. Kapacita představuje tři miliony cestujících ročně, před terminálem se nachází parkoviště pro více než 1200 aut. Budova má zvláštní patra pro přílety a odlety, vyhlídkovou terasu a je navržena tak, aby bylo možné rozšířit kapacitu na 6 milionů cestujících ročně. 
Dráha 06/24 byla prodloužena na 3200 metrů, což umožňuje letišti přijímat dálkové lety z USA a Evropy. Druhá dráha 01/19 byla prodloužena na 2250 metrů.
Letiště má přímé spojení se všemi významnými letišti Latinské Ameriky, Miami a Madridem.